# Plagiothecium unilaterale
Plagiothecium unilaterale là một loài rêu trong họ Plagiotheciaceae. Loài này được Müll. Hal. mô tả khoa học đầu tiên năm 1896.